# Olivier Guichard
Olivier Marie Maurice Guichard (ur. 27 lipca 1920 w Néac, Gironde, zm. 20 stycznia 2004 w Paryżu) – francuski polityk, minister kilku resortów.
W czasie II wojny światowej został odznaczony Croix de Guerre. Nawiązał w tym okresie współpracę z generałem Charles’em de Gaulle’em, pozostając w jego otoczeniu także w czasie nieobecności politycznej w latach 50. Po powrocie de Gaulle’a do władzy w 1958 był jednym z jego czołowych doradców, później także współpracownikiem Georges’a Pompidou. Pełnił kilka funkcji ministerialnych – w latach 1967–1968 stał na czele resortu przemysłu, 1969–1972 resortu edukacji narodowej, 1972–1974 resortu turystyki i planowania regionalnego, 1976–1977 resortu sprawiedliwości.
Był także merem rodzinnego Néac (1962–1971), merem Baule-Escoublac (1971–1995) oraz prezydentem regionu administracyjnego Kraj Loary. Nosił arystokratyczny tytuł barona. 
Wielki Oficer Legii Honorowej, odznaczony Medalem Wojskowym (Médaille militaire) i Krzyżem Wojennym (Croix de Guerre).